# Diatraea obliqualis
Diatraea obliqualis là một loài bướm đêm trong họ Crambidae.